# Syndare i sommarsol (1934)
Syndare i sommarsol (originaltitel Syndere i sommersol) är en norsk dramafilm från 1934. Filmen regisserades av Einar Sissener och bygger på Sigurd Hoels roman Syndare i sommarsol från 1927.

## Handling
Åtta unga människor, fyra män och fyra kvinnor, bestämmer sig för att frigöra sig från alla moraliska fördomar i sitt kärleksliv och reser av den anledningen till en idyllisk skärgårdsö. Där etablerar de ett paradis, byggt på ett manifest där den stora kärleken är avskaffad och erotiken inskränks till det allra nödvändigaste.  Sällskapet är starkt influerat av Sigmund Freuds idéer. Äktenskapet ses som en förlegad institution och sentimentalitet som kan äventyra paradiset är strängt förbjuden. Det visar sig dock inte vara lätt att leva efter dessa regler. Sällskapet lyckas inte hålla kärleken borta och flera förälskelser uppstår. De tvingas erkänna att den grundval som deras paradis var byggt på var ett fiasko.

## Rollista
- Einar Sissener – Johan
- Tore Segelcke – Erna
- Hans Jacob Nilsen – Alf
- Hjørdis Bjarke – Sigrid (som Hjørdis Ring)
- Georg Løkkeberg – Erik
- Gøril Havrevold – Randi
- Kirsten Heiberg – Evelyn
- Andreas Bjarke – Fredrik
- Lasse Segelcke – Thomas F. Jensen
- Leif Omdal	– Peter Møllendorff
- Eva Steen – en patient

## Om filmen
Syndare i sommarsol är Einar Sisseners andra långfilmsregi. Den producerades av Norsk Talefilm-Produksjon med Aud Richter som produktionsledare. Den fotades och klipptes av Gunnar Nilsen-Vig. Musiken komponerades av Kristian Hauger och Reidar Sveaas stod för scenografin.
Filmen hade premiär den 15 februari 1934 på biografen Saga i Oslo. Den hade svensk premiär den 30 mars 1935 på biografen Rex med den svenska titeln Syndare i sommarsol.